# Семененко, Станислав Николаевич
Станислав Николаевич Семененко (1 октября 1927 — 1 мая 2008) — советский дипломат. Чрезвычайный и полномочный посланник 2 класса.
С 3 сентября 1986 по 19 февраля 1991 года — чрезвычайный и полномочный посол СССР в Уганде. 
Похоронен на Ваганьковском кладбище в Москве.